# Eduard Radzinski
Eduard Radzinski (în rusă Э́двард Станисла́вович Радзи́нский, n. 23 septembrie 1936, Moscova, RSFS Rusă, URSS) este un dramaturg rus, personalitate de televiziune, scenarist, autor al unor cărți populare de istorie despre Rasputin, Stalin, țarul Alexandru al II-lea și alte subiecte. Cărțile sale au devenit bestseller-uri mondiale, dar au fost adesea criticate de o serie de istorici ruși (ca de exemplu Evgeni Zabolotni).

## Lucrări scrise

### Cărți de istorie
- Stalin[9]
- Ultimul țar
- Dosarul Rasputin

### Piese de teatru
- Conversații cu Socrate (Беседы с Сократом)
- Teatrul în vremea lui Nero și Seneca (Театр времён Нерона и Сенеки)